# NTT DoCoMo Yoyogi Building
NTT DoCoMo Yoyogi Building – wieżowiec w Japonii, w tokijskiej dzielnicy Shibuya.
Budowa wieżowca rozpoczęła się w 1997 r. i trwała 3 lata.
Budynek ma ponad 200 m wysokości (28 pięter i trzy kondygnacje podziemne), a wraz z anteną 272 m, ale nigdy nie był najwyższym w mieście. Całkowita powierzchnia wynosi 51 122 m². Wykorzystywany jest jako biurowiec. Głównymi materiałami z jakich powstał, to stal, szkło i kamień.
W 2002 r. na wysokości 160 m wstawiono zegar o średnicy 15 m (przewyższył on dotąd najwyżej umieszczony zegar na Pałacu Kultury i Nauki w Warszawie). Został tam umieszczony w 10. rocznicę NTT DoCoMo. Wyższe partie budynku są wyposażone w kolorowe światła wskazujące pogodę.